# Pseudotremia fulgida
Pseudotremia fulgida är en mångfotingart som beskrevs av Loomis 1943. Pseudotremia fulgida ingår i släktet Pseudotremia och familjen Cleidogonidae. Inga underarter finns listade i Catalogue of Life.